# بطن قنطورس
بطن قنطورس أو نَيِّر بطن قِنْطُورَس (بالإنجليزية: Epsilon Centauri)‏ والاسم التقليدي له Birdun مشتق من الاسم العربي "البِرْذَوْن" لكوكبة السبع المجاورة، وهو نجم في كوكبة قنطورس.
هو نجم أبيض مزرق عملاق من الصنف B ويملك قدر ظاهري +2.29 ويتغير لمعانه تبعًا للقدر الظاهري له المتراوح بين 2.29 و2.31 خلال 4.07 ساعة، ويقدر بعده عن الشمس بنحو 430 سنةً ضوئيةً.

## وصلات خارجية
constellation-guide